# Черете (Бергамо)
Черете је насеље у Италији у округу Бергамо, региону Ломбардија.
Према процени из 2011. у насељу је живело 57 становника. Насеље се налази на надморској висини од 577 м.